# Labienus compergus
Labienus compergus là một loài bọ cánh cứng trong họ Passalidae. Loài này được Boisduval miêu tả khoa học năm 1835.